# Bobby Setter Band

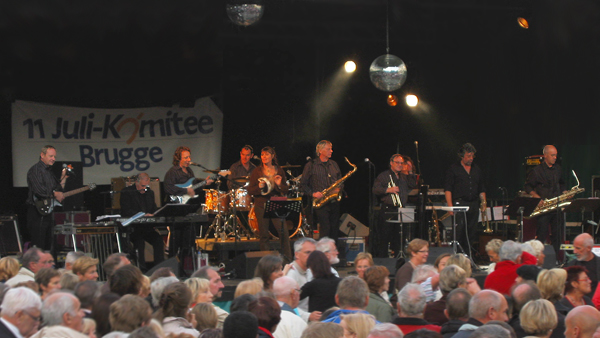
Bobby Setter Band, Brugge 2008

De Bobby Setter Band was een dansorkest uit Vlaanderen. Het orkest bestond van 1962 tot 2016. Meestal werd gewerkt met een twintigtal instrumenten, zes muzikanten, en twee zangeressen.

## Ontstaan
De band, opgericht in 1962 aan het Conservatorium Gent door Bob Verhelst (Gent, 1939) had gedurende een kwarteeuw een vaste stek in de Eden te Blankenberge, waar jaren met Gaston Berghmans werd opgetreden. De band raakte vooral bekend door een drietal Europese tournees met Fats Domino in de jaren 70 van vorige eeuw.
Verhelst zelf werd voor het eerst opgemerkt in 1955 toen hij als zestienjarige een zogenaamde crochetwedstrijd won van de debuterende Arthur Blanckaert op Radio Kortrijk (het latere Radio 2 West-Vlaanderen). Als prijs mocht hij een plaatje opnemen. Het werd een interpretatie van De Jodelende Fluiter van Bobbejaan Schoepen. Setter zou begin jaren 70 ook voor enkele jaren diens shows begeleiden in Bobbejaanland; een samenwerking die resulteerde in een aantal platen op het label Bobbejaan Records.
In 1973 werkte orkestleider Bobby Setter met zijn coverband, voor de gelegenheid omgedoopt tot 'Cash & Carry', mee aan Louis Van Rijmenants bewerking van het melodietje Tchip tchip van de Zwitserse accordeonist Werner Thomas, vanaf 1980 zeer populair als De Vogeltjesdans. Van Rijmenant bood Bobby Setter de gelegenheid om als co-componist het platencontract mee te ondertekenen maar Bobby Setter vond het plaatje niet goed genoeg en weigerde op het voorstel in te gaan. Door genoegen te nemen met enkel de betaling van zijn muzikanten voor de geleverde opnamesessie misloopt Bobby Setter een enorm geldbedrag aan de later bijzonder lucratief gebleken auteursrechten.
De Bobby Setter Band werd vooral opgemerkt op gala's en feesten. Afrikaanse tournees zoals in de beginjaren, stonden in latere jaren niet meer op de agenda.
In 2012 stopte Bobby Setter, maar de band zelf ging nog door tot 2016. In dat jaar werd de band ontbonden.

## Discografie

### LP/Full-cd
- A portrait of Bobby Setter Band, Monopole 0355/1009
- A portrait of Bobby Setter, Arcade LP 0199-166
- A touch of country, Monopole - 0360/977
- A Tribute to Fats Domino by Bobby Setter & His Band, Chum Records 12.04 B.S., 2005
- Bobby Setter - Welcome to My World, Chum Records 05.04 BS, 2004
- Bobby Setter, Arcade, LP196
- Boogie rock explosion, Selected Sound 108
- For Dancing, Phonotone 970131
- International, Monopole 0255/961
- Karin Setter - Lonely Dreams, Tune 860026
- Life at the Salons The Lord, Arcade 215
- Life at the Shape, Cannon 513
- Mixed Emotions, Chum Records BS93051
- Souvenir de Blankenberge, Chum Records 96062, 1997
- The all-round sound of, Disco-Matic 0335/1039, 1987
- The Best of, Monopole MCD1046
- With Kind Regards, Tune 860015, 1986
- 25 Years International Hits, G&G Music RG 3568, 1988
- 35 Years International Hits, G&G Music RG 4659, 1998

### Singles
- Als ik groot ben wil ik een jodelaar zijn, Decca 22573, 1956
- Anita, niet huilen, Arcade 5144, 1972
- Blueberry hill, Arcade, 1962
- Dance little bird, Telefunken 6.12973, 1981
- De vogeltjesdans / The bird's dance, Eurovox 10501, 1981
- Fats Domino medley, Monopole 2117, 1983
- Fats Domino medley II, Monopole 2262, 1985
- Fats Domino medley III, Monopole 2549, 1988
- Free love, Hebra Records 483, 1969
- If I loose you, Sachem 60019
- It's a long way, Europ Records ER 3011
- Juffrouw Personality, Bobbejaan Records BS 114
- Kentucky rock, Cannon 3044, 1975
- La danse des oiseaux, Valentine Music Productions 10527, 1981
- Langs duistere wegen, Century 9.0576
- Mijn tweelingbroer en ik, Pathé 6084, 1957
- Some broken hearts never mend, Eurovox 10.503
- Tell me that you love me, Eurovox 10.509
- Wat heeft mijn hart jou misdaan?, Eurovox 10.504